# Leskea pilifera
Leskea pilifera là một loài Rêu trong họ Leskeaceae. Loài này được Sw. mô tả khoa học đầu tiên năm 1820.